# Rhyacophila latitergum
Rhyacophila latitergum is een schietmot uit de familie Rhyacophilidae. De soort komt voor in het Nearctisch gebied.